# Rhadinothamnus euphemiae
Rhadinothamnus euphemiae är en vinruteväxtart som först beskrevs av Ferdinand von Mueller, och fick sitt nu gällande namn av P.G. Wilson. Rhadinothamnus euphemiae ingår i släktet Rhadinothamnus och familjen vinruteväxter. Inga underarter finns listade i Catalogue of Life.